# Hexatoma (Eriocera) longicornis
Hexatoma (Eriocera) longicornis is een tweevleugelige uit de familie steltmuggen (Limoniidae). De soort komt voor in het Nearctisch gebied.